# Ключанский, Георгий Васильевич
Георгий Васильевич Ключанский (р. 31 декабря 1883, Ставрополь) — русский и советский учёный-горняк, специалист в области бурового и горного дела. Один из создателей системы горного образования в СССР, организатор, профессор (1919) и заведующий кафедрой Московской горной академии, проректор по учебной и научной работе Сибирского горного института, создатель и первый руководитель кафедры горного искусства в Казахском горно-металлургическом институте.

## Биография
Родился 31 декабря 1883 г. в Ставрополе. В студенческие годы принимал участие в революционном движении — в 1907-09 годах сидел в тюрьме за участие в Первой русской революции. В 1912 году окончил Екатеринославский горный институт, работал на горных предприятиях, специализировался в области бурового дела. В списках за 1916 г. — преподаватель по маркшейдерскому и горному искусству Варшавского политехнического института. Вместе с институтом эвакуирован в Москву, оттуда в 1916 г. — в Нижний Новгород.

Находясь в Нижнем Новгороде, активно поддержал идею Д. Н. Артемьева и Н. М. Федоровского о создании Московской горной академии. Как писал Н. М. Федоровский в журнале «Красный горняк» в 1924 году: 
«Самая мысль о создании в Москве высшего горного учебного заведения зародилась ещё в 1916 году у меня и проф. Артемьева в бытность нашу в Нижнем-Новгороде. В это время быв[ший] Варшавский Политехникум с Горным Отделением был переведен в Нижний-Новгород. […] Мы подняли большую кампанию за перевод Горного Отделения в Москву. К нам присоединились проф. М. К. Циглер и преподаватель [Г. В.] Ключанский». Тогда эта идея не получила поддержки, но к ней вернулись после падения самодержавия".
С 20 по 24 апреля 1917 г. в Москве проходил 2-й съезд углепромышленников Средней России. На нем Г. В. Ключанский сделал доклад «О горно-техническом образовании», где высказался по поводу необходимости расширения сети горнотехнических учебных заведений. По итогам съезд счел «вполне своевременным учреждение в первую очередь в центре России — в Москве — высшего горного учебного заведения в виде первой свободной горной академии, столь необходимой как для всей страны, так и для горного бассейна Средней России».
Однако окончательное решение о создании МГА было принято только после Октябрьской революции. 4 сентября 1918 г. был подписан «Декрет Совета Народных комиссаров об учреждении Московской горной академии». 14 октября Наркомпрос утвердил состав Организационной Комиссии по устройству Московской Горной Академии (МГА). В состав Комиссии вошли Д. Н. Артемьев (председатель) и члены М. К. Циглер, Н. М. Федоровский, Г. В. Ключанский и Я. Я. Энслен.
17 октября 1918 г. Г. В. Ключанский был назначен заведующим кафедрой горного искусства МГА. С 1919 года профессор (по приказу Наркомпроса). Член совета геолого-разведочного факультета, заместитель председателя предметной комиссии горного дела и маркшейдерско-геодезической комиссии, заведующий кабинетом горного искусства института горного дела.
В апреле 1920 г. вместе с доцентом МГА Д. Л. Ортенбергом входил в Комиссию по изучению Курской Магнитной Аномалии. По воспоминаниям В. А. Костицина, вместе с Ортенбергом и представителем Горного управления ВСНХ Кисельниковым конфликтовал с П. П. Лазаревым и А. Д. Архангельским. В Москве проживал по адресу: Большой Успенский переулок, д. 7. кв. 8.
В начале 20-х гг. в двухгодичной поездке в Германию. С возвращением опоздал, что послужило причиной его увольнения из МГА. 5 декабря 1925 г. Правление МГА возбудило ходатайство в Главпрофобре об отчислении через ГУС проф. Ключанского, и в начале июня 1926 г. он был освобожден от занимаемой должности.
После увольнения из МГА работал в Свердловске. С 1930 года — проректор по учебной и научной работе открывшегося в Иркутске Горного института (ныне — Иркутский национальный исследовательский технический университет). Летом 1935 г. арестован, 17 декабря приговорен к 5 годам ссылки в Казахстан и отправлен в Алма-Ату, где становится профессором Казахского горно-металлургического института. Профессор Ключанский Г. В. работал в КазГМИ в 1935-37 гг., именно он стоял у истоков научно-исследовательских работ в вузе. В архивах университета сохранился приказ, поручающий заведующему кафедрой горного искусства Ключанскому Г. В. "приступить к выполнению научно-исследовательской работы на тему «Применение твердых сплавов при бурении шпуров в условиях Казахстана».
Ключанский Г. В. был арестован в 1937 году, 29 декабря 1937 года тройкой УНКВД по Алма-Атинской области был признан виновным по статье 58-10 УК РСФСР «Пропаганда или агитация, содержащие призыв к свержению, подрыву или ослаблению Советской власти». Осужден к лишению свободы в исправительно-трудовых лагерях сроком на 10 лет. Какие-либо сведения о его дальнейшей судьбе отсутствуют.
Реабилитирован 03.01.1956 года Алма-Атинским областным судом «за отсутствием состава преступления».

## Избранные труды
- Ключанский Г. В. Очередные задачи развития Подмосковного каменноугольного бассейна / Горн. инж. Г. В. Ключанский. — Москва : скоропечатная А. П. Яроцкого, 1917.
- Ключанский Г. В. Современное положение Подмосковного каменноугольного бассейна : Краткий очерк / Горн. инж. Г. В. Ключанский. — Москва : тип. А. П. Яроцкого, 1917.
- Ключанский Г. В. Гремучий газ в рудниках : Учеб. пособие для горных учеб. заведений / Проф. Г. В. Ключанский. — М. : Книгопечатник, 1922.
- Ключанский Г. В. Спасательно-оживляющий аппарат пульмотор Дрегера и его применение / Проф. Г. В. Ключанский. — Берлин : Börsenbuchdruck. Denter & Nicolas, 1923.
- Ключанский Г. В. Горные выработки : Общие предвар. понятия о горн. деле / Проф. Г. В. Ключанский. — Берлин : M.Krayn (рус. отд-ние), 1923.
- Ключанский Г. В. История кусочка угля : (Конспект попул. лекции) / Проф. Г.Ключанский. — М. : Металлист, 1924.
- Папе Р. Сапожник / Д-р Р.Папе; Перераб. и доп. пер. со 2-го нем. изд., под ред. В.Флерова. — Пг. ; М. : Книга, 1924. — 72 с. : ил. ; 17 см. — (Науч.-попул. проф.-техн. б-ка / Под ред. П. П. Розанова и Г. В. Ключанского ; Вып.3)
- Вейс Ф. Жестяник : С 49 рис / Франц Вейс. — Л. ; М. : Книга, 1924. — 86 с. ; 17 см. — (Науч.-попул. проф.-техн. б-ка / Под ред. проф. П. П. Розанова и Г. В. Ключанского ; Вып.6)
- Коппер Г. Металлист : Перераб. и доп. пер. со 2-го нем. изд / Густав Коппер; Под ред. [ и с предисл.] проф. Г. В. Ключанского. — Л. ; М. : Книга, 1924.
- Эйзенах М. Столяр / М.Эйзенах; Перераб. и доп. пер. со 2-го нем. изд., под ред. инж. В.Акимова. — Л. ; М. : Книга, 1924. — 87 с. : ил. ; 18 см. — (Науч.-попул. проф.-техн. б-ка / Под ред. П. П. Розанова и Г. В. Ключанского ; Вып.2)
- Папе Р. Сапожник / Д-р Р.Папе. — 2-е изд. — Л. ; М. : Книга, 1925. — 75, [4] с. : ил. ; 19 см. — (Науч.-попул. проф.-техн. б-ка / Под ред. П. П. Розанова и Г. В. Ключанского ; Вып.3)
- Коллатц С. В. Радио для всех / С. В. Коллатц; Пер. с нем. под ред. проф. Г. В. Ключанского. — Л. ; М. : Книга, 1925.
- Ключанский Г. В. Мартеновское производство : Производств. рассказ / Проф. Г. В. Ключанский. — [М.] : Новая Москва, 1925.
- Ключанский Г. В. Бич подземелья : (Взрыв на шахте «Итальянка») : Ил. рассказ / Проф. Г. В. Ключанский. — М. : Вопр. труда, 1925.
- Ключанский Г. В. Основные сведения о бурении «Кийстон» / Инж. проф. Г. Б. Ключанский. — Иркутск : Союззолото, 1929
- Ключанский Г. В. Учёт алмазов при бурении скважин : Краткая инструкция по приемке, выдаче, хранению и учёту алмазов / Г. В. Ключанский; Ин-т востцветметразведки. — Иркутск : Огиз, 1931
- Ключанский Г. В. Бурение скважин при разведке месторождений золота / Инж.-проф. Г. В. Ключанский; Ин-т разведки Вост. упр. Цветметзолото. — Москва ; Иркутск : Ирву Цветметзолото, 1931
- Ключанский Г. В. Алмазное бурение : Т. I- / проф. Г. В. Ключанский. — 2-е изд., испр. и доп. — Москва ; Ленинград : Цветметиздат, 1932
- Ключанский Г. В. Форсирование проходческих работ при проведении вертикальных и горизонтальных выработок / проф. Г. В. Ключанский; НКТП СССР. Моск. заоч. ин-т цветных металлов и золота. Повышение квалификации ИТР. Тема для спец. по эксплоатации золоторудных и цветных месторождений. — Ленинград : Центр. заоч. металлург. ин-т, 1933

## Семья
- Жена: Екатерина Николаевна Щукина
  - Сын: Николай Георгиевич Ключанский (1912—1990)
  - Сын: Георгий Георгиевич Ключанский (1912—1980) — учёный-металлург, специалист по цветным металлам.